# Совет министров Палестинской национальной администрации
Совет министров Палестинской национальной администрации — правительство Палестинской национальной администрации (ПНА). До 2003 года возглавлялось председателем ПНА, с 2003 — премьер-министром. 
Премьер-министр и члены правительства приобретают полномочия с момента утверждения Палестинским законодательным советом.

## Правительство Рами Хамдаллы (2013-)
6 июля 2013 новый глава палестинского кабинета министров Рами Хамдалла официально приступил к исполнению своих обязанностей. Он принял присягу в присутствии палестинского лидера Махмуда Аббаса в президентской резиденции, которая располагается в Рамаллахе. Также премьер огласил состав нового кабинета, куда вошли 24 министра. Структура нового правительства претерпела некоторые изменения. В частности, Рами Хамдалла упразднил министерства культуры и экологии, а также объединил министерства просвещения и образования. Пост одного из вице-премьеров занял Зияд Абу Амро, который ранее возглавлял внешнеполитическое ведомство. Советником по экономическим вопросам стал бывший глава палестинского инвестиционного фонда Мухаммед Мустафа.

## Второе правительство Салама Файяда (2007-2013)
Сформировано 14 июля 2007 года в составе 16 человек.

## Чрезвычайное правительство Салама Файяда (2007)
Сформировано 17 июня 2007 в составе 13 человек.
- Салям Файяд (блок «Третий путь») — премьер-министр и министр финансов
- Абдул-Разик аль-Яхья (ФАТХ) — министр внутренних и гражданских дел
- Зияд аль-Бандак (ФАТХ, христианин) — министр сельского хозяйства и местной власти
- Ламис аль-Алями (независимая) — министр просвещения
- Холуд Дебис (независимая, христианка) — министр туризма и по делам женщин
- Мухаммад Камаль Хасуна (Палестинская национальная инициатива) — министр экономики и общественных работ
- Зияд аль-Малки — министр юстиции
- Самир Абдулла (Палестинская народная партия (коммунисты)) — министр планирования и труда
- Фатхи Абу Махли — министр здравоохранения
- Рияд аль-Малки — министр информации
- Джамаль Бауатна — министр по делам религий и вакуфов
- Ашраф аль-Аджрами (ФАТХ) — министр по делам молодежи и спорта
- Машхур Абу — министр транспорта

(пост министра иностранных дел по всей видимости сохранил Зияд Абу Амр)

## Второе (коалиционное) правительство Исмаила Хании (2007-)
17 марта 2007 Палестинский законодательный совет утвердил новое, коалиционное правительство ПНА, сформированное по итогам консультаций Махмуда Аббаса с Исмаилом Ханией.
Состав кабинета (25 человек):
- Исмаил Хания (Хамас) — премьер-министр, министр по делам спорта и молодежи
- Аззам аль-Ахмад (ФАТХ) — вице-премьер, до этого — лидер фракции ФАТХ в Палестинском законодательном совете
- Зияд Абу Амр (независимый) — министр иностранных дел
- Салам Файяд (независимый) — министр финансов
- Хани Кавасме (независимый, близок к Хамас) — министр внутренних дел
- Мустафа Баргути (независимый) — министр информации
- Юсуф аль-Манси (Хамас) — министр коммуникаций и технологий
- Мухаммад Тартури (Хамас) — министр по делам религии
- Самир Абу Эйша (независимый) — министр планирования
- Мухаммад Баргути (Хамас) — министр по делам местных администраций
- Басэм Наим (Хамас) — министр по делам молодёжи и спорта
- Зияд Заза (Хамас) — министр экономики
- Али Сартауи (Хамас) — министр юстиции
- Насер аш-Шаер (Хамас) — министр образования
- д-р Мохаммед аль-Ага (Хамас) — министр сельского хозяйства
- Амаль Сиам (жен., Хамас) — министр по делам женщин
- Хулуд Ихадеб Деибас (независимый) — министр туризма
- Радуан аль-Ахрас (ФАТХ) — министр здравоохранения
- Саади аль-Крунз (ФАТХ) — министр транспорта
- Махмуд Алул (ФАТХ) — министр труда
- Самих аль-Абд (ФАТХ) — министр общественных работ
- Тайсир Абу Снэйнэ (ФАТХ) — министр по делам заключённых
- Басам Салхи (Палестинская народная партия (коммунисты)) — министр культуры
- Салах Зидан (ДФОП) — министр социальных дел
- Васфи Кабаха (Хамас) — министр без портфеля

После захвата движением «Хамас» власти в секторе Газа и формирования Махмудом Аббасом правительства Салама Файяда, правительство Хании в составе министров от «Хамас» продолжает функционировать в секторе Газа, не признавая своей отставки.

## Правительство Исмаила Хании (2006—2007)
21 февраля 2006 председатель Палестинской национальной администрации Махмуд Аббас поручил сформировать правительство лидеру избирательного списка движения Хамас Исмаилу Хании. До утверждения состава нового правительства Палестинским законодательным советом продолжало осуществлять полномочия прежнее правительство Ахмеда Куреи.
28 марта 2006 Палестинский законодательный совет по представлению Махмуда Аббаса утвердил состав нового правительства автономии во главе с Исмаилом Ханией и его программу. За проголосовал 71 депутат, против — 36, воздержались — 2, не голосовали — 23. За утверждение правительства Хании голосовали все депутаты от Хамас, кроме 9-ти, находящихся в израильских тюрьмах, а также 4 независимых депутата и 2 депутата от Народного фронта освобождения Палестины. Депутаты ФАТХ, присутствовавшие на заседании, проголосовали против.
29 марта 2006 председатель ПНА Махмуд Аббас привел членов правительства к присяге в своем офисе в Газе.
29 июня 2006 года 8 министров ПСМ, в том числе Наиф Раджуб, Иса Хейри аль-Джабари, Мохаммед Абу Тир, были захвачены израильской армией в Рамалле (четверо позже были освобождены). 19 августа 2006 рано утром захвачен израильским военными в своем доме в Рамалле вице-премьер Насер Шаер.
В середине сентября 2006 в израильских судах рассматривался вопрос об освобождении под залог арестованных министров ПСМ и депутатов ПЗС, среди которых Наиф Раджуб, Халид Абу-Арфа, Мухаммад Баргути, Мухаммад Абу Тир (Освобожден 20 мая 2010).

### Состав кабинета
- Исмаил Хания (Хамас) — премьер-министр, министр по делам спорта и молодежи
- д-р Насер эд-Дин Шаер (Хамас) — вице-премьер, министр просвещения и высшего образования
- Махмуд аз-Заххар — министр иностранных дел
- Саид Сиам (Хамас) — министр внутренних дел и по гражданским делам
- д-р Омар Абдель Разек (Хамас) — министр финансов
- Наиф Раджуб (Хамас) — министр по делам религии
- Мохаммед Абу Тир (Хамас) - министр по делам заключенных
- д-р Басем Наим (Хамас) — министр здравоохранения
- Мухаммед Баргути (Хамас) — министр труда
- инж. Ала ад-Дин аль-Арадж (Хамас) — министр экономики
- Фахри Туркмани (нез.) — министр по социальным вопросам
- д-р Юсеф Ризка (Хамас) — министр информации
- д-р Мариам Салех(Хамас) — министр по делам женщин
- д-р Ахмад Хальди (Хамас) — министр юстиции
- инж. Джамаль аль-Худейри (нез.) — министр телекоммуникаций и информационных технологий
- Абдель Рахман Зейдан (Хамас) — министр общественных ралбот
- инж. Джуда Жорж Муркос (нез., христианин) — министр туризма
- д-р Атталла Абуль Сабих (Хамас) — министр культуры
- инж. Зияд аль-Тата (Хамас) — министр транспорта
- Самир Абу Эйша (Хамас) — министр планирования
- д-р Мохаммед аль-Ага (Хамас) — министр сельского хозяйства
- инж. Халед Абу Арафа (Хамас) — министр по делам Иерусалима
- Исса Хейри аль-Джабари (Хамас) — министр местного самоуправления (арестован Израилем 29 июня 2006, провёл в тюрьме 30 месяцев)
- Атеф Удва (Хамас) — министр без портфеля (?)
- Мухаммед Авад (Хамас) — секретарь совета министров

Всего в составе правительства на момент его формирования было 24 министра. Девять из них имеют высшее техническое образование, у остальных — дипломы университетов. 19 министров — активисты ХАМАС, пятеро — независимые. В составе кабинета одна женщина (Мариам Салех) и один коптский христианин (Джуда Муркос). 14 министров до момента назначения на должность побывали в израильских тюрьмах.

## Правительство Ахмеда Куреи (2005—2006)
Состав Совета Министров ПНА, утвержденный Палестинским законодательным советом 24 февраля 2005 (за — 54, против — 10, воздержались — 2):
- Ахмед Куреи (Абу Аля) (ФАТХ) — премьер-министр, председатель Совета национальной безопасности
- Набиль Шаат (ФАТХ) — заместитель премьер-министра, министр информации
- Салам Файяд (нез.) — министр финансов
- Насер аль-Кидва — министр иностранных дел
- Гассан аль-Хатиб (ПНП) — министр планирования
- Наим Абу аль-Хумус (ФАТХ) — министр просвещения и высшего образования
- Хасан Абу Либде (ФАТХ) — министр труда и социальных вопросов
- Халед Кавасме — министр местного самоуправления
- Зияд Бандак — министр туризма
- Мухаммед Иштайя (ФАТХ) — министр жилищного строительства и общественных работ
- Мазен Соннокрот — министр экономики
- Суфьян Абу Зейда (ФАТХ) — министр по делам заключенных
- Захира Камаль (ФИДА) — министр по делам женщин
- Сабри Сайдам — министр коммуникаций и технологии
- Наср Юсеф (ФАТХ) — министр внутренних дел
- Фарид Джалад — министр юстиции
- Саид эд-Дин Хурма — министр транспорта
- Сахер Бсисо — министр по делам молодежи и спорта
- Тини аль-Вахейди — министр здравоохранения
- Валид Абд Раббо — министр сельского хозяйства
- Яхья Яхлоф (ФАТХ) — министр культуры
- Мохаммед Дахлан (ФАТХ) — министр по гражданским делам
- Юсуф Саламе — министр по делам религий
- Ахмад Мадждалани (ПФНБ) — министр без портфеля
- Хинд Хури — министр без портфеля
- Самир Осман Хлейла — генеральный секретарь правительства